# Добровольное объединение

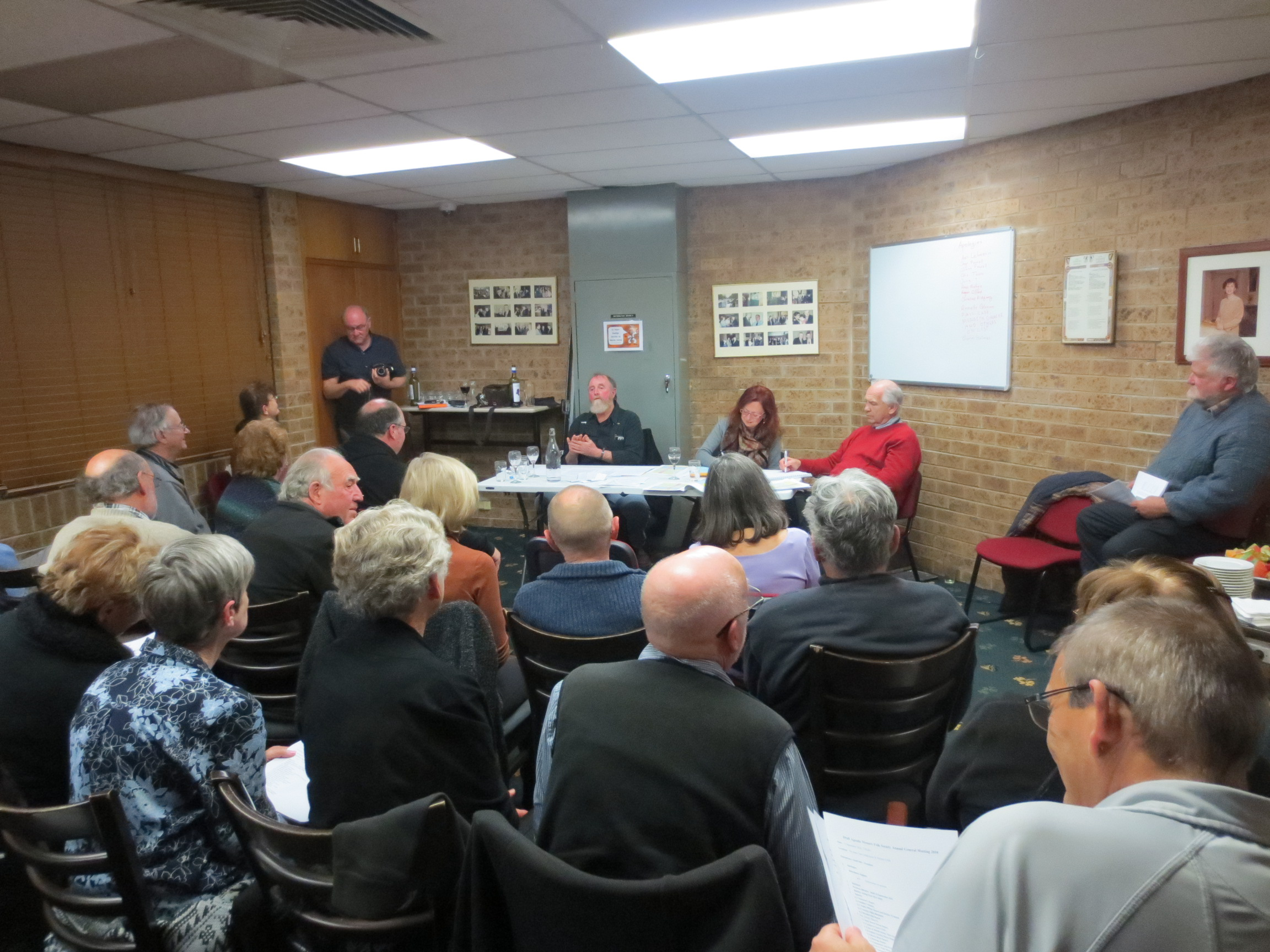
Ежегодное общее собрание типичной небольшой добровольной некоммерческой организации (Народное общество Монаро). Должностные лица сидят президент, секретарь и государственный служащий.

Добровольная группа или союз (также иногда называемый добровольной организацией, объединением общих интересов,:266 объединением, или обществом) — это группа лиц, которые заключают соглашение, обычно в качестве добровольцев, о создании органа (или организации) для достижения цели.
Общие примеры включают торговые ассоциации, профсоюзы, научные общества, профессиональные ассоциации и экологические группы. Членство не обязательно является добровольным: для того, чтобы определенные ассоциации функционировали правильно, они, возможно, должны быть обязательными или, по крайней мере, сильно поощряться, как это часто бывает со многими профсоюзами учителей в США. Из-за этого некоторые люди используют термин ассоциация общих интересов для описания групп, которые формируются из общих интересов, хотя этот термин широко не используется и не понимается.
Добровольные ассоциации могут быть зарегистрированными или некорпоративными; например, в США профсоюзы получили дополнительные полномочия путем объединения. В Великобритании термины добровольная ассоциация или добровольная организация охватывают все типы групп - от небольшой ассоциации местных жителей до крупных ассоциаций (часто зарегистрированных благотворительных организаций) с многомиллионным оборотом, которые ведут крупномасштабную коммерческую деятельность (часто предоставляя те или иные общественные услуги в качестве субподрядчиков правительственных департаментов или местных органов власти).

## Различия по юрисдикциям
Во многих юрисдикциях для создания ассоциации не требуется никаких формальностей. В некоторых юрисдикциях существует минимальное количество лиц, создающих ассоциацию.
В некоторых юрисдикциях требуется, чтобы ассоциация регистрировалась в полиции или другом официальном органе, чтобы информировать общественность о существовании ассоциации. Это может быть инструмент политического контроля или запугивания, а также способ защиты экономики от мошенничества.
Во многих таких юрисдикциях только зарегистрированная ассоциация (инкорпорированный орган) является юридическим лицом, члены которого не несут ответственности за финансовые действия ассоциации. Разумеется, любая группа лиц может работать как неформальная ассоциация, но в таких случаях каждое лицо, совершающее транзакцию от имени ассоциации, берет на себя ответственность за эту транзакцию, как если бы это была личная транзакция этого человека.
Существует много стран, где создание действительно независимых добровольных ассоциаций фактически запрещено законом или где они теоретически разрешены законом, но на практике преследуются; например, когда членство в них привлекает нежелательное внимание со стороны полиции или других государственных органов.

## История

Гражданская лекция в Budapest Brainbar

Добровольные группы - это обширная и оригинальная форма некоммерческих организаций, существующая с древнейших времен. В Древней Греции, например, существовали самые разные организации, начиная от элитных клубов состоятельных мужчин (hetaireiai) до частных религиозных или профессиональных ассоциаций.
В доиндустриальных обществах государственные административные обязанности часто выполнялись добровольными ассоциациями, такими как гильдии. В средневековой Европе города часто контролировали гильдии. Торговые гильдии обеспечивали соблюдение контрактов посредством эмбарго и санкций в отношении своих членов, а также разрешали споры. Однако к 1800-м годам торговые гильдии в значительной степени исчезли. Историки экономики обсуждали точную роль, которую торговые гильдии играли в досовременном обществе и экономическом росте.
В Соединенном Королевстве гильдии ремесленников были более успешными, чем гильдии купцов, и создавали ливрейные компании, которые оказывали значительное влияние на общество.

## Правовой статус
Стандартное определение некорпоративной ассоциации было дано лордом-судьей Лоутоном в деле о трастовом праве в Англии против Центрального офиса консерваторов и юнионистов против Баррелла (1981):
"неинкорпорированная ассоциация" [означает] двух или более лиц, связанных вместе для одной или более общих целей, не являющихся деловыми целями, взаимными обязательствами, каждый из которых имеет взаимные обязанности и обязательства, в организации, которая имеет правила, определяющие, кто и на каких условиях контролирует ее и ее средства, и в которую можно войти или покинуть по желанию.
В большинстве стран некорпоративная ассоциация не имеет отдельного юридического лица, и лишь немногие члены ассоциации обычно несут ограниченную ответственность. Однако в некоторых странах они рассматриваются как имеющие отдельное юридическое лицо для целей налогообложения: например, в Соединенном Королевстве некорпоративная ассоциация подлежит обложению налогом на корпорации. Однако из-за отсутствия правосубъектности наследство некорпоративных ассоциаций иногда подлежит общим запретам общего права в отношении целевых трастов.
Ассоциации, которые организованы для получения прибыли или финансовой выгоды, обычно называются товариществами. Особый вид товарищества - это кооператив, который обычно основан на одном человеке по принципу одного голоса и распределяет свою прибыль в соответствии с количеством товаров, произведенных или купленных членами. Ассоциации могут иметь форму некоммерческой организации или могут быть некоммерческими корпорациями; это не означает, что ассоциация не может получать выгоды от своей деятельности, но все выгоды необходимо реинвестировать. У большинства ассоциаций есть какой-либо документ или документы, регулирующие порядок проведения встреч и действий. Такой инструмент часто называют уставом организации, уставом, правилами или соглашением об ассоциации.

## Общее право

### Англия и Уэльс
Согласно английскому праву, некорпоративная ассоциация состоит из двух или более членов, связанных правилами общества, которое было основано в определенный момент времени.
Было предложено несколько теорий относительно того, как такие ассоциации обладают правами. Передача может считаться осуществленной непосредственно членам ассоциации в качестве совместных арендаторов или общих арендаторов. В качестве альтернативы, можно считать, что переведенные средства находились на условиях частного траста. Многие целевые трасты терпят неудачу из-за отсутствия бенефициара, и это может привести к тому, что дарение не состоится. Однако некоторые целевые трасты действительны, и, соответственно, в некоторых случаях было решено, что права, связанные с некорпоративными ассоциациями, принадлежат на этой основе. Однако доминирующая теория состоит в том, что права передаются членам или должностным лицам абсолютно, возможно, на доверии членов, но, что важно, они связаны между собой контрактами.
Соответственно, при роспуске распределение этих прав зависит от того, как они принадлежали. Целевой траст может по своей природе пережить роспуск ассоциации, а может и нет. Если он потерпит неудачу в результате роспуска, то права на полученный траст будут сохранены за вкладчиками, если только не будет доказано, что они отказались от своего права на такое доверие в свою пользу. Если права принадлежат по контракту, то они будут разделены между оставшимися членами после роспуска в соответствии с условиями контрактов между собой или подразумеваемым сроком в соответствии с вкладом. Если в результате этого контракта или статута ни один член не может претендовать, права переходят к короне как bona vacantia. Этот вывод также был предложен, когда ассоциация распадается, потому что остается только один член, хотя это было подвергнуто сомнению некоторыми комментаторами, которые считают, что последние члены должны иметь право на права.

### Шотландия
Шотландский закон о некорпоративных ассоциациях по сути совпадает с английским законодательством.

### Соединенные Штаты
Каждый штат устанавливает свои собственные законы относительно того, что составляет некорпоративную ассоциацию и как с ней следует обращаться в соответствии с законодательством. В Соединенных Штатах добровольные ассоциации, которые были созданы, играли ведущую роль в коллективных действиях.
- В Калифорнии в 1980-х годах тогдашний окружной прокурор округа Лос-Анджелес Ира Райнер решила использовать закон Калифорнии о некорпоративных ассоциациях для нападения на уличные банды и привычку их членов маркировать граффити в общественных местах, пытаясь уменьшить вандализм и возместить затраты на уборку. Он подавал иски против уличных банд, называя дела так: "Город Лос-Анджелес против "Кровавых" и "Город Лос-Анджелес против "Крипсов", что позволяло городу предъявлять иск любому члену уличной банды, как члену неинкорпорированной ассоциации, против которой был подан иск, за ущерб, причиненный в результате нанесения граффити с названием этой банды.
- В Техасе в законодательстве штата есть статуты, касающиеся некорпорированных некоммерческих ассоциаций, которые позволяют некорпорированным ассоциациям, отвечающим определенным критериям, действовать как независимые от своих членов организации, с правом владеть собственностью, заключать контракты, подавать в суд и быть судимыми, с ограниченной ответственностью для своих должностных лиц и членов.[22]
- Закон штата Нью-Йорк, касающийся некорпоративных ассоциаций, фактически предоставляет членам ассоциации большую защиту от ответственности, чем та, которая предоставляется акционерам корпораций или членам компаний с ограниченной ответственностью. Это было отмечено в случае International News Service vs Associated Press,[23] потому что члены AP не несут ответственности за ущерб, причиненный действиями организации, если ассоциация в целом не одобрила это.

### Австралия
В большинстве штатов и территорий Австралии аналогичный свод законов позволяет некоммерческим ассоциациям становиться юридическими лицами с ограничением ответственности их членов. Пример такого закона, Закон о регистрации ассоциаций, который действует в Южной Австралии, позволяет создавать юридические лица, способные покупать и продавать землю и в целом заключать юридически обязательные контракты.  Многие клубы и общества начинают свою жизнь как некорпоративные организации и стремятся получить статус инкорпорированных, чтобы защитить своих членов от юридической ответственности и во многих случаях обратиться за финансовой помощью к государству, доступной только инкорпорированной организации. Клубы и общества, желающие присоединиться, должны соблюдать положения соответствующего государственного закона и представить свою конституцию в соответствующий орган правительства штата.

### Израиль
В Израиле многие некоммерческие организации (НКО) и неправительственные организации (НПО) созданы как зарегистрированные некоммерческие ассоциации (На иврите amutah, множественное число amutot) (некоторые созданы как общественно-полезные компании (На иврите Chevrah LeTo’elet Hatzibur), не путать с общественно-полезными корпорациями). Amutot регулируются Законом об ассоциациях 1980 года. Amutah - это юридическое лицо, но не компания. Amutah является преемником Османской ассоциации, которая существовала до образования Государства Израиль, и была учреждена ныне отмененным Османским законом 1909 года об ассоциациях, основанным на французском законе 1901 года. Amutah должен зарегистрироваться в Rasham Ha’amutot («Регистратор Амутот»), находящемся в ведении Rashut Hata’agidim («Управление корпораций») Министерства юстиции.

## Гражданское право
Некоторые системы гражданского права классифицируют ассоциации как особую форму договорных отношений.

### Канада
В соответствии с Гражданским кодексом Квебека ассоциация классифицируется как тип установленного законом конкретного контракта, закрепленного в конституции. Ассоциация может быть учреждена со своим собственным юридическим лицом, чтобы она могла, например, открывать банковский счет, заключать контракты (арендовать недвижимость, нанимать сотрудников, оформлять страховой полис) или подавать в суд или подавать иски.

### Франция
Во Франции все добровольные ассоциации некоммерческие. Они могут считаться некорпоративными (ассоциация non-déclarée) или зарегистрированными (ассоциация déclarée) и созданы в соответствии с Законом Вальдека-Руссо 1901 года и регулируются им. Вот почему association loi (de) 1901 присоединяется к их названию, за исключением области Эльзас-Мозель, которая регулируется местным законодательством в этом отношении (область была немецкой в 1901 году), и поэтому называется ассоциацией association loi (de) 1908.. Если ассоциация отвечает определенным критериям, например, социальная или медицинская помощь, французские власти могут объявить ее «ассоциацией общественного пользования» (association d'utilité publique). Ассоциации, созданные в соответствии с законом 1901 года, обладают значительной свободой в своей внутренней деятельности, такой как управление или уполномоченные члены.

### Германия
Гражданский кодекс Германии устанавливает различные права и правила для некорпоративной ассоциации (nicht eingetragener Verein) с юридическим статусом (Vereine, статьи 21-79 BGB) по сравнению с зарегистрированной ассоциацией (Eingetragener Verein) с полной правосубъектностью, которую закон рассматривает как товарищества (Gesellschaften, статья 705–740 BGB). Ассоциации могут быть коммерческими (wirtschaftlicher Verein), некоммерческими (Idealverein), или общественными (gemeinnütziger Verein).

## Свобода объединения
Свобода ассоциации закреплена во Всеобщей декларации прав человека:
Статья 20.
(1) Каждый имеет право на свободу мирных собраний и ассоциаций.
(2) Никто не может быть принужден к членству в ассоциации.
Статья 11 Конвенции о защите прав человека и основных свобод также защищает право на свободу собраний и ассоциаций.
Статья 11 - Свобода собраний и ассоциаций
1. Каждый имеет право на свободу мирных собраний и свободу ассоциации с другими, включая право создавать профессиональные союзы и вступать в них для защиты своих интересов.
2. Осуществление этих прав не подлежит никаким ограничениям, кроме тех, которые предусмотрены законом и необходимы в демократическом обществе в интересах государственной или общественной безопасности, для предотвращения беспорядков или преступлений, для охраны здоровья или нравственности или для защиты прав и свобод других лиц. Настоящая статья не препятствует введению законных ограничений на осуществление этих прав военнослужащими, сотрудниками полиции или администрации государства.